# Warcraft III: Reforged
Warcraft III: Reforged ist ein Computerspiel-Remaster von 2020, das auf Warcraft III und dessen Erweiterung basiert. Reforged enthält moderne Battle.net Funktionen und überarbeitete Grafiken sowie neue Einstellmöglichkeiten für die Kampagne. Im Gegensatz zu seinem Vorbild wurde Reforged von Kritikern wie Spieler verrissen. Die Änderungen am Original, das Fehlen vieler angekündigten Funktionen und zahlreiche technische Probleme überschatteten die Veröffentlichung.

## Entwicklung
Auf der Blizzcon 2018 wurde Warcraft III: Reforged erstmals angekündigt. Die Überarbeitung der 3D-Modelle wurde an Lemon Sky Studios nach Malaysia ausgelagert. Die Beta-Phase von Warcraft III: Reforged hatte im Oktober 2019 begonnen. Der Veröffentlichungstermin wurde um 2 Monate verschoben.
Retrospektiv wurde klar, dass das Projekt unter starkem finanziellem Druck entwickelt wurde. Die anfangs ambitionierte Pläne, alle Dialoge mit einem überarbeiteten Skript neu zu vertonen, wurden aus Zeitgründen gestrichen. Das Team war zu klein und zu desorganisiert. Führungskräfte waren bis kurz vor der Veröffentlichung nicht über Umfang und Entwicklungstempo informiert. Warnungen hochrangiger Mitarbeiter vor einem drohenden Desaster wurden ignoriert und erneute Verschiebungen vermieden.
Blizzard reagierte, indem es enttäuschten Spieler eine Rückerstattung des Kaufpreises anbot. Hierfür wurde ein automatisierter Prozess eingerichtet. Gleichzeitig wurden Patches zur Fehlerbehebung angekündigt.

## Rezeption
Das Remake Reforged wurde von GameStar aufgrund von Mehrspielerproblemen erheblich abgewertet. Blizzard ersetzte das Original mit dem Remaster, fügte jedoch keine Rangliste hinzu, obwohl das Original auch Jahre später noch kompetitiv gespielt wurde. Die angekündigten neu inszenierten Cutscenes wurden weggelassen. Story-Erweiterungen und auch Benutzerkampagnen wurden gestrichen. Reforged sei eine der größten Enttäuschungen, die Blizzard je ausgeliefert hat. Das Remaster wirke, als ob es in einem frühen Entwicklungsstadium final veröffentlicht wurde. Das Remaster sei im Vergleich zum Meilenstein, den der Vorgänger darstellt größtenteils vergessenwert. Blizzard verspiele seinen vorher makellosen Ruf.
Verärgerte Spieler betrieben massives Review Bombing auf der Plattform Metacritic.